# Santayana (Cantabria)
Santayana es una localidad del municipio de Soba (Cantabria, España). En el año 2008 contaba con una población de 36 habitantes (INE). La localidad se encuentra a 392 metros de altitud sobre el nivel del mar, y a 2,9 kilómetros de la capital municipal, Veguilla. Su fiesta principal está dedicada a San Roque, el 16 de agosto, fiesta en la que se reúne todo el pueblo, aunque desde hace algunos años también se celebra una barbacoa nocturna el día antes. Otras fiestas estna dedicadas a Santa Juliana.
- Datos: Q6120756